# Имхонет
Имхонет — существовавшая в 2007—2015 гг. интеллектуальная среда развлечений (рекомендательная система), экспертную работу в которой выполняли сами пользователи. Отсюда и название сервиса, которое является производным от английских аббревиатуры IMHO (англ. In My Humble Opinion — «по моему скромному мнению») и слова «net» (с англ. — «сеть»).

## Описание
В Интернете существовали рекомендательные системы, специализировавшиеся только на одном типе контента, например: Last.fm (музыка), Netflix (кинофильмы). Идея создания рекомендательного сервиса, работающего одновременно с разными видами контента, принадлежит Александру Долгину — профессору НИУ ВШЭ. Разработав её в книге «Экономика символического обмена», он запустил мультикультурную систему, построенную по принципу «рекомендательного супермаркета». Имхонет помогал пользователю оптимизировать свой выбор в разных культурных и околокультурных областях (литературе, кино, компьютерных играх, винах и так далее), повышая тем самым качество его личностного времени.
Также это была своеобразная социальная сеть с элементом автоматизации: сообщества по вкусам и интересам формировались автоматически.
Для формирования персональных рекомендаций собирались различные пользовательские сигналы — оценки элементов, ответы на различные вопросы, факты потребления контента, результаты тестов и т. д. На основе собранных данных набором алгоритмов составляется вкусовой профиль пользователя. Сервис сравнивал профили разных пользователей и формировал сообщества единомышленников — людей с близкими вкусами. Эти группы единомышленников использовались для формирования прогнозных оценок для элементов разных типов. Таким образом, наиболее интересные пользователю произведения в разных категориях подсказывали друг другу единомышленники. Этот принцип называется коллаборативной фильтрацией.

## История сайта
Проект стартовал в апреле 2007 года с раздела «Книги», через год открылось уже 13 разделов: «Книги», «Фильмы», «ТВ-гид», «Сцена», «Стихи», «Музыка», «Радио», «Игры», «Сайты», «Архитектура», «Лекции», «Интересы», «Вино». За первый год работы у проекта появилось 100 тыс. пользователей, на осень 2011 года — более 700 тыс. На 1 января 2015 года ежемесячно проект посещали более 10 млн пользователей.
В конкурсе «РОТОР 2008» Имхонет стал финалистом в номинациях «Интернет-сообщества года», «Сетевой сервис года» и победителем в номинации «Киносайт года».
Летом 2013 начались попытки изменить движок сайта, чтобы приспособить его под современные тенденции. Основной упор был сделан на потребление контента — просмотр видео, скачивание книг. В результате были удалены некоторые разделы сайта, включая блоги, опросы, просмотр динамики рейтинга, личные сообщения, просмотр единомышленников. Это вызвало критику со стороны постоянных пользователей сайта. Посещаемость к началу 2014 года достигла 1 млн уникальных пользователей в день.
В конце 2014 года с сайта был полностью убран пиратский контент и ссылки на него. В проекте оставалась возможность просмотра видео партнеров — Ivi, Megogo, Tvzavr, RuTube и других, покупки билетов в кинотеатры, покупки электронных изданий книг.
Пользователи могли получить персональные рекомендации в следующих разделах: фильмы, сериалы, телепередачи, книги, игры.
Компания «Мегафон» в 2014 году объявила о сотрудничестве с Имхонетом для предоставления персональных рекомендаций пользователям портала Мегафон ТВ.
28 апреля 2017 года сайт официально прекратил свое существование. Владелец сервиса Александр Долгин принял решение о закрытии сервиса после объединения проекта с другим своим активом — компанией DCA. Решение объяснено тем, что проект «не приносит ожидаемых инвестором доходов». И это несмотря на то, что в 2015 году Долгин говорил, что аудитория проекта составляет 500 тысяч пользователей в сутки. В последние месяцы существования сайт пребывал в состоянии заброшенного проекта, оставшегося почти без персонала. Закрытие сервиса произошло без предупреждения пользователей, в итоге сотни тысяч пользователей потеряли тысячи отзывов и оценок, которые накопились за годы существования проекта.
Позже разработчики добавили возможность выгрузки архива оценок, однако фильмы, сохраненные в «Избранном», так и остались недоступны.
С декабря 2019 года пользователям доступен сервис kinonavigator.ru, на котором сохранены все оценки, поставленные на Имхонет. Сайт работает только с оцениванием и рекомендациями фильмов.